# Henry Johansen
Pour les articles homonymes, voir Johansen.
Henry Johansen dit Tippen Johansen, né le 21 juillet 1904 à Oslo et mort le 29 mai 1988 dans la même ville,  était un footballeur, un skieur et un entraîneur norvégien.

## Biographie
En tant que gardien de but, Henry Johansen joua dans un seul club de 1923 à 1946, au Vålerenga Fotball. Il ne remporta rien. Il fut même entraîneur à deux reprises de cette équipe en 1944 et en 1949, où il termina deuxième du championnat norvégien.
Il fut international norvégien de 1926 à 1938. Il participa aux JO 1936, à Berlin. Il fut titulaire dans tous les matchs (Turquie, Allemagne, Italie et Pologne). Il remporta la médaille de bronze.
Il participa aussi à la Coupe du monde de football de 1938, en France. Titulaire contre l'Italie, il dut s'incliner à deux reprises dans le match (buts de Pietro Ferraris et de Silvio Piola). La Norvège fut éliminée dès le premier match.
En parallèle, il pratiqua aussi le saut à ski, et fut récompensé d'un Egebergs Ærespris en 1938, c'est-à-dire d'un trophée récompensant un athlète norvégien pratiquant plus d'un sport en même temps.

## Clubs

### En tant que joueur
- 1923-1946 :  Vålerenga Fotball

### En tant qu'entraîneur
- 1944 :  Vålerenga Fotball
- 1949 :  Vålerenga Fotball

## Palmarès

### En tant que joueur
- Jeux olympiques
  - Médaille de bronze en 1936

### En tant qu'entraîneur
- Championnat de Norvège de football
  - Vice-champion en 1949